# Александрійська православна церква
Гре́цький правосла́вний патріарха́т Александрі́ї й усіє́ї А́фрики (дав.-гр. Πατριαρχεῖον Ἀλεξανδρείας καὶ πάσης Ἀφρικῆς, трансліт. Patriarcheîon Alexandreías kaì pásēs Aphrikês), також відома як Гре́цька правосла́вна це́рква Александрі́ї — автокефальна помісна східна православна церква, яка посідає 2-е місце в диптиху автокефальних помісних церков і є частиною грецьких православних церков. Виникла в результаті розколу давньої Церкви Александрії, яка внаслідок історичних подій поділилася на ряд різних церков. Одна з п'яти стародавніх патріархатів Великої Церкви. Використовує у своїй літургії візантійський обряд, арабську, грецьку мови та новоюліанський календар, вона є частиною Східного християнства.
Довший час, другим після Риму було місто Александрія, як в плані населення і економіки, так і в плані церковного життя. Осередки християнства тут з'явилися рано, а про роль Александрійської богословської школи добре описано багатьма істориками церкви (Саврей В. Я., Дулуман Є. К., В. В. Кондзьолка та ін.) Зазвичай його називають Грецьким або Східно-Православним Александрійським Патріархатом, щоб не плутати його з Коптським Православним Патріархатом Александрії, який є частиною Орієнтального православ'я. Членів Грецького православного патріархату колись нехалкедонські християни називали "мелкітами", оскільки вони залишалися в спілкуванні з Вселенським патріархатом Константинополя після розколу, що відбувся після Халкедонського собору в 451 році. Марк Євангеліст вважається засновником Престолу Александрії, а емблемою Патріархату є Лев Святого Марка.
Головним єпископом Александрійського патріархату є Папа і Патріарх Александрійський і всієї Африки, наразі Теодор II. Його повний титул — "Блаженнійший, Божественнійший і Святійший Отець і Пастироначальник, Папа і Патріарх Великого Города Александрії, Лівії, Пентаполя, Ефіопії, усього Єгипту й усієї Африки, Отець Отців, Пастир Пастирів, Архієрей Архієреїв, Тринадцятий Апостол і Суддя Усесвіту". Подібно до коптського православного Папи Александрійського та коптського католицького Патріарха Александрії, він стверджує, що став наступником апостола євангеліста Марка на посаді єпископа Александрійського, який заснував церкву в І столітті, і тому ознаменував початок християнства в Африці. Є один із п’яти стародавніх патріархатів Великої церкви, який називали Пентархія. Місцем перебування патріархату є Благовіщенський собор, також відомий як собор Євангелізма, в Александрії.
Визнана територія юрисдикції (канонічна територія) — вся Африка (з прилеглими островами). З 1920-х років веде активну місіонерську діяльність серед населення тропічної і екваторіальній Африки.

## Історія

### Рання історія
За переказами, заснована близько 42 року апостолом і євангелістом Марком в Александрії (Елліністичний Єгипет). Для заснованої в Александрії церкви він поставив першого єпископа Аніана. В Александрії євангеліст завершив свій земний шлях, зазнавши муки від натовпу розлючених прихильників Серапіса (в 62 або 68). Його тіло було поховане християнами в церкві Вукола.
Становлення Александрійської церкви в перші ІІ століття після Різдва Христового проходило в протистоянні з різного роду культами і релігійними сектами багатонаціональної Александрії. Важливу роль в боротьбі з гностиками, юдаїзмом і язичниками до кінця II століття в Александрії грали дідаскали. Кілька поколінь дідаскалів III-IV століть (Панта, Климент, Ориген і ін.) заклали основи Александрійської богословської школи, що стала одним з найважливіших богословських центрів християнського світу.
У 202 році імператор Септимій Север (193-211) відвідав Палестину, після чого заборонив під загрозою жорстоких покарань звернення в юдаїзм і християнство. Гоніння, припинилися незабаром після його смерті, не досягли мети. Навпаки, стійкість невинних мучеників спонукала до звернення в християнство багатьох александрійців.
Протягом перших трьох століть була побудована велика кількість храмів і введений власний чин літургії — літургія апостола Марка (александрійська).
У III столітті в Александрійській церкві завдяки діяльності Антонія Великого з'явилося чернецтво. Воно поширилося в Єгипті. До кінця IV століття його основними центрами стали Фіваїда і Нітрія. Згодом досвід чернечого життя поширився на території Палестини, Сирії та інших країн.
Офіційною і літургійною мовою Александрійської церкви була грецька. Більшість александрійських богословів також використовували грецьку мову.
З середини III століття Александрійський єпископ носить почесний титул Папи. Вперше його використав Іраклій Александрійський. До піднесення Константинополя Александрія була головним християнським центром на Сході. З 451 року за Александрійським єпископом утвердився титул патріарха. Александрійський патріархат був третім за значенням після церкви Риму і Константинополя.
На час правління святителя Атанасія Александрійського відбулась знаменна подія: 330 року Александрійська Церква простягла свою юрисдикцію за межі Римської імперії — в Аксум, куди відправився єпископом Св. Фруменцій. Пізніше християнство поширилося і в інших, сусідніх з Єгиптом областях, зокрема, в Нубії і Арабії. Виниклі автономні Церкви, Етіопська і Арабійська, перебували в канонічній залежності від престолу апостола Марка. Можливо, що в VI столітті у ведення Александрійського Патріархату були передані області Північно-Західної Африки (Карфагенська церква) і Південної Іспанії, приєднані до Візантії за часів імператора Юстиніана I.

### Поділ Александрійської церкви після Халкедонського собору
Александрійська Церква, що мала свою богословську школу, в різний час очолював великими Отцями Церкви, стала послідовною прихильницею міафізітської христології, що дозволило їй захистити вчення церкви від несторіанського діофізітства, що виникло в Антіохійській богословській школі. Відмова Александрійського патріарха Діоскора I (444-451) визнавати діофізітське вчення Папи Римського Лева призвело в 451 році до скликання Халкедонського собору, де на вимогу папських легатів Діоскор був засуджений і позбавлений влади. Повалення патріарха Діоскора обезголовили александрійську делегацію, однак, стало формальним приводом для відмови александрійців підписуватися під вероопределенія собору. При серйозної опозиції Александрійської церкви Халкідонському собору, імперською владою в ній був поставлений патріарх-Халкідоні Протерій. Він був повалений повсталими александрійцями, як тільки місто покинули імперські війська. На місце протер був поставлений патріарх-антіхалкідоніт Тимофій II Елур, що призвело до конфлікту з константинопольськими владою і дало початок розколу єдиної Александрійської церкви на дві паралельні церкви: нехалкідонітскую і халкідонітскую. З 538 року стали діяти подвійні патріарші структури.
Поки у всій Візантії не могли визначитися з прийняттям або відкиданням Халкедонського собору, поділ не мав національних ознак. Імператори часом намагалися силою насадити халкедонізм в Александрії, засилаючи патріархів нехалкедонітів і ставлячи на їх місце халкедонітів, часом намагалися примирити протиборчі сторони, як це було при виданні Енотікон Зенона. Коли халкідонізм остаточно зміцнився в імперії, ставлення до собору перейшло з богословської площини в політичну, ставши індикатором лояльности імператору ромеїв. Після цього в Александрійській церкві сформувалося халкедонітське ядро місцевої, відносно невеликої грецької діаспори. Так склалася основа для формування етнічно відособлених Александрійських церков — грецької (халкедонської) і коптської (нехалкедонської). З часів гонінь імператора Юстиніана I на нехалкедонітів і аж до анексії Єгипту арабами нехалкедонські патріархи, рятуючись від переслідувань, мали свою резиденцією монастир Святого Макарія в гірському Єгипті.
За оцінками деяких істориків, до початку VII століття з приблизно шестимільйонному християнського населення Єгипту членами грецької Александрійської Православної Церкви було всього близько 300000 чоловік, інші складали Коптську православну церкву.

### У період арабського панування і хрестових походів

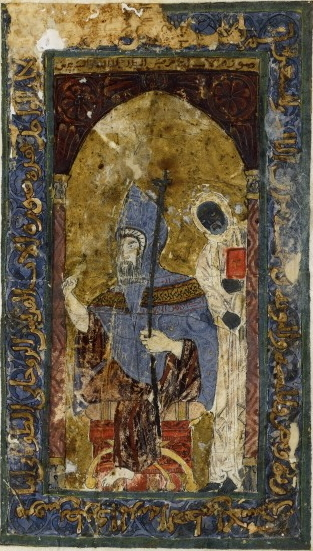
Папа і Патріарх Александрійський Марк III з африканцем

Арабське завоювання Єгипту (638 рік) поклало кінець суперництва грецьких (халкедонських) і коптських (нехалкедонських) пап двох Александрійських церков, оскільки грецький патріарх був змушений бігти в Константинополь. Папа Александрійський Кир помер ще до капітуляції Александрії (навесні 642 року), а обраний його наступником Петро IV покинув Єгипет разом з візантійською армією і помер в Константинополі близько 654 року. Після нього спадкоємство грецьких александрійських пап і патріархів урвалося більш ніж на 70 років. Александрійська Церква остаточно прийшла в занепад і перебувала в повній церковної залежности від Константинополя. Тільки в 727 році на Александрійський папський престол при підтримці візантійського імператора Лева III був обраний Папа Александрійський Косма I (727-767).
У 731 році халіф Хішама досить прихильно відносився до немусульман, православним Єгипту було дозволено відновити їх катедру Александрійського патріарха. Папа Александрійський Косма, хоча і був у минулому малограмотним ремісником, зумів домогтися у халіфа повернення багатьох церков, які перейшли до коптів після відходу візантійців. У той період грецька Александрійська церква переживала кризу, пов'язану з новою хвилею поширення монофелітства. Папа Александрійський Косма I відрікся від монофелітства на помісному соборі 743 року.
При халіфі аль-Мутаваккіля (847-861) християнам довелося пережити важке гоніння. Були зруйновані багато церков, заборонялося здійснювати Богослужіння і таїнства.
До X століття відбулася арабізация православної громади Єгипту, у неї склалася власна арабомовна література, найяскравішими представниками якої були Патріарх Євтихій II і історик X-XI століть Ях'я Антіохійський, першу половину життя провів у Єгипті. Етнічна самосвідомість єгипетських мелькитів було досить розмито, однак помітно, що вони не ототожнювали себе ні з ромеями-візантійцями, ні тим більше з арабами. Поширеними самоназви цієї громади були терміни «християни мелькитські», «мелькіти александрійські» і т.д., ніякої більш конкретної етнічної ідентифікації вони не знали. Більшість Александрійських Пап і Патріархів VIII — початку XI століття були обрані з земель, які перебували у володінні халіфату, і були слабо пов'язані з греко-візантійською культурою.
З XI століття починається зворотна хвиля еллінізації Александрійської Церкви, зміцнюються її зв'язки з Візантією. Патріархи, мабуть грецького походження, часто відвідували Константинополь, писали свої трактати і проповіді на грецькій мові (як Кирило II на рубежі XI-XII століть).
Під час хрестових походів встановилися зв'язку Александрійського папства з Римським. На прохання Александрійського Папи Миколи I (бл. 1210-1218) Папа Римський Інокентій III вжив заходів для захисту християн в Єгипті від переслідувань з боку сарацинів. Посланням Ex litteris quas від 29 квітня 1213 року Інокентій III запросив Миколу I на IV Латеранський собор, на якому Александрійську Церкву представляв патріарший делегат диякон Герман. Незабаром зв'язки Александрійської церкви з Латинською церквою були перервані, про що свідчить зведення хрестоносцями в 1219 році на Александрійський папський престол першого латинського патріарха Атанасія Клермонского. Втім, ні він, ні його наступники так і не змогли залишитися на Александрійському папському престолі і вважалися титулярним. Остаточно латинське Александрійське папство було скасовано в понтифікат Папи Римського Івана XXIII.
Важкий занепад, який переживала Александрійська Церква під мусульманським пануванням, зумовив крайню обмеженість історичних джерел, що дозволяють судити про її внутрішнє життя, суспільний устрій і т.д. Відомо, що чисельність православних в Єгипті була вкрай незначною і постійно скорочувалася. З 300 тис. люд. на момент араб. завоювання (бл. 5% від усієї кількости єгипетських християн) мелькитська громада зменшилася до 90-100 тисяч на початок XIII століття і до декількох тисяч до початку османської епохи.
Багато Александрійських Пап XIII-XIV століття обиралися з грецької середовища, довгі роки жили в Константинополі і майже не з'являлися в Єгипті, але активно брали участь в церковному житті Візантії.
У 1439 року представник Александрійського Папи Філофея підписав Флорентійську унію (Флорентійський собор).

### У період османського панування
У 1517 році Єгипет став однією з провінцій Османської імперії. Резиденція патріарха Александрійського була перенесена в Константинополь, що сприяло остаточному закріпленню в богослужбовій практиці Александрійської церкви візантійської літургії. Александрійські патріархи в цей період жили найбільш часто в Константинополі, беручи активну участь в місцевих справах, і буваючи у себе на катедрі наїздами. Александрійський патріархат фактично втратив свою самостійність, потрапивши в залежність від патріарха Константинопольського, який спільно зі своїм Синодом і призначав Александрійських патріархів. Нечисленної паствою керував фактично сам патріарх, при якому іноді був ще один єпископ. Оскільки більшу частину православних в Єгипті становили греки, то і духовенство Александрійської церкви було виключно грецьким.
В Оттоманської імперії грецька Александрійська церква багато в чому зберегла своє значення завдяки тому, що султани наділяли всіх підвладних їм патріархів правами етнарха (лідерів нації). Відвідавши в 1657 році Єгипет московитський монах Арсеній (Суханов) повідомляв, що в Каїрі «постійно живуть 600 православних арабів і еллінів». У всьому Александрійському патріархаті в XVI — початку XIX століття було шість храмів — чотири в Каїрі і по одному в Александрії (в монастирі святого Сави), Розетті і Дамієтті — і два монастирі: преподобного Сави в Александрії і великомученика Георгія в Каїрі, де розміщувалася резиденція патріарха.
Александрійська церква майже не мала власних доходів в Єгипті і тому постійно перебувала в тяжкому фінансовому становищі і жила тільки завдяки підтримці інших Східних патріархів і допомоги східних православних держав, перш за все, Московії. Контакти Александрійського патріархату з Московією і Московським патріархатом почалися ще за часів Івана IV Грозного. Першим з Александрійських пап, який побував в Московії був патріарх Паїсій, який брав участь в Соборі 1666-1667 років метою якого було позбавлення влади патріарха Никона.
Під час повстання проти наполеонівських окупаційних військ, які зайняли Єгипет в 1798 році, натовпи мусульман громили християнські квартали, вбиваючи їх жителів.
Положення християн покращився лише в період правління паші Єгипту Мухаммеда Алі (1805-1848). Він взяв курс на самостійність Єгипту, відновив порядок в країні і, будучи людиною прагматичною, віротерпимим, піклуючись про доходи скарбниці і розвитку промисловости, протегував християнським громадам. Так, після початку грецької революції 1821 року, коли по всій Османській імперії йшли християнські погроми, Єгипет був єдиним регіоном, де влада зуміла цього не допустити. Користуючись наданими хедивом пільгами, в Єгипет перебралося багато сімей грецьких купців. Переселялися в Єгипет також православні араби з Сирії та Лівану. У 1830-1840-х років спостерігачі оцінювали чисельність православної громади Єгипту в 2-5 тисяч чоловік, включаючи іноземних підданих. Більшість православних жили в Каїрі, Александрії та Дамієтти, незначні громади існували в Розетті і Суеці.
Чисельне зростання православного населення і його зростаючий добробут не могли не позначитися на становищі Александрійського патріархату. Почали відкривати школи, благодійні установи. У 1856 році був освячений побудований на кошти громади катедральний Благовіщенський собор в Александрії. До середини XIX століття зусиллями процвітаючих бізнесменів у греків були створені громадські організації — громади та благодійні установи. Ці громади були абсолютно новим явищем у суспільному житті великих міст, де протягом століть єдиною легітимною громадською організацією православного населення була Александрійська православна церква, яка, незважаючи на скрутність в засобах, намагалася виконувати не тільки чисто церковні, а й соціальні функції, наприклад, підтримувати бідних. З появою громад, якими керували енергійні та соціально активні люди, ця традиційна монополія Церкви була оскаржена. Тертя між Патріархатом та громадами почалися через суперництво за керівництво благодійними установами. Потім громади стали претендувати і на участь в справах самого Патріархату. З ростом пастви і добробуту Александрійської церкви посилилася її незалежність від Вселенського патріархату Константинополя. При патріархові Ієрофеї II були засновано кілька єпископських катедр, що дозволяло самостійно поставляти єпископів і обирати патріарха. У 1866 році патріарх Никанор був обраний вже в Єгипті, а не в Константинополі.
При слабких спадкоємців Мухаммеда Алі, в другій половині XIX століття, Єгипет перетворився на напівколонію європейських держав і був окупований британськими військами в 1882 році. Будівництво доріг, каналів, переробних підприємств, зростання зовнішньої торгівлі привели до напливу з-за кордону великого числа кількости технічних фахівців, торговців і підприємців. Серед іммігрантів було багато православних греків і сирійців, які заповнили важливі соціальні ніші (бізнес, видавнича справа, журналістика, освіта). До початку XX століття православна громада (головним чином за рахунок імміграції) налічувала вже близько 100 тисяч чоловік (63 тисяч греків, решта — араби). Клір Александрійського патріархату на той момент нараховував (крім Патріарха) два митрополита і 50 кліриків.

### Новітня історія

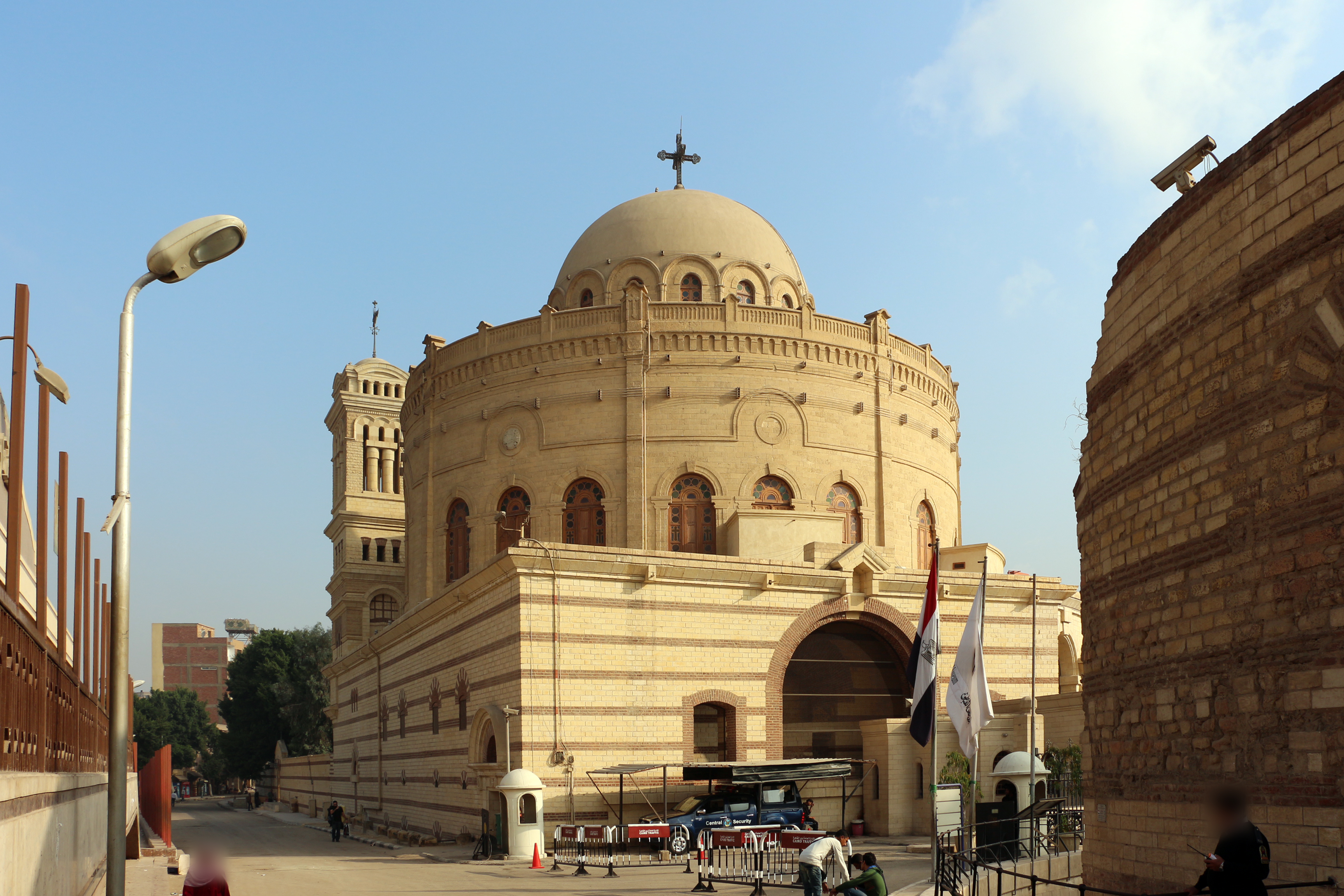
Церква Святого Георгія в Каїрі

Реформатором церковного життя в Александрійській церкві став патріарх Фотій (1900-1925); при ньому Александрійська церква почала випускати свої друковані видання, в тому числі періодичні. На початку XX століття почалася імміграція малоазійських греків і православних арабів до Єгипту, в результаті чого до 1930 року православні візантійської традиції становили в країні близько 150 тисяч людей.
У 1925 році грецький архимандрит Никодим (Сарікас), який проживав в Моші, Танзанія, хрестив перших африканців. Приблизно в той же час в Уганді група з кількох людей на чолі з Реубеном Мукасей Себанзой Спарасом в пошуках церкви вирішили познайомитися з православним вченням. Їх діяльність, незабаром розповсюдилася і на Кенію, послужила початком православної проповіді серед корінних народів Субсахарської Африки.
Наступник Фотія патріарх Мелетій II склав правила самоврядування для Александрійської церкви і подав їх на розгляд єгипетському уряду, який схвалив їх. З цих пір Александрійський патріархат став незалежним і навіть отримав захист держави. Патріарх Мелетій заснував семінарію Святого Атанасія, упорядкував систему церковного судочинства і розповсюдив юрисдикцію Александрійського патріархату на всю Африку, замінивши в титулі Александрійського патріарха слова «всього Єгипту» на «всієї Африки». При цьому до складу Александрійського патріархату увійшла і територія давньої Карфагенської церкви, на місці якої був заснована Карфагенська митрополія.
Митрополит Леондопольскій Христофор II був обраний на патріарший престол 21 липня 1939 року. Після Другої світової війни через еміграції в інші країни (головним чином в Австралію) відбулося сильне скорочення грецької пастви в Єгипті. Христофор II заклав основу сучасної місіонерської діяльности православної церкви на африканському континенті.
У 1946 році православні Уганди і Кенії були прийняті в повне канонічне спілкування з Патріаршим престолом, а в 1963 році приєднано до Александрійської церкви.
Внаслідок діяльности повстанців мау-мау в 1952 році британські колоніальні влади в Кенії оголосили надзвичайний стан. Православна церква була заборонена, храми і школи були закриті, за винятком собору в Найробі, колишнього переважно грецьким (православні африканці співчували повсталим, в той час як католики і протестанти підтримували владу).
При патріархові Миколаю VI, в 1982 році, в Найробі відкрилася патріарша семінарія архієпископа Макарія III, де навчаються майбутні православні священики з багатьох країн Африки. Створення цього навчального закладу стало відправною точкою для стрімкого зростання кількости православних християн на сході Африки.
У вересні 1997 року були засновані чотири нові єпископії: Мадаґаскарська (Антананаріву), Ніґерійська (Лаґос), Ганська (Аккра) і Букобська (Танзанія).

#### Відносини з Православною церквою України
11–12 вересня 2019 року у селі Осса поблизу Салонік, у храмі були відправлені Всенічне бдіння та Божественна літургія. У богослужінні, окрім ієрархів Православних церков Константинополя, Греції й України (єпископ Володимир (Шлапак)), взяв участь ієрарх Православної церкви Александрії — єпископ Мозамбіцький Хризостом. Ця Божественна літургія має велике значення, адже участю у ній архієрея з Південної Африки було засвідчено євхаристійну єдність, а отже, і фактичне визнання Православної Церкви України ще однією Помісною Церквою — Патріархатом Александрії.
8 листопада 2019 року Папа і Патріарх Александрійський і всієї Африки Теодор II, який займає друге місце у диптиху православних церков світу, першим з старих патріархатів пентархії, вперше згадав Київського митрополита Епіфанія як предстоятеля автокефальної помісної Православної церкви України під час літургії в каїрському храмі Святих Архангелів. По завершенні літургії він роз'яснив присутнім своє рішення, слідом за цим митрополитом Ґвінейським, іпертімом і екзархом Примор'я Георгієм (Володимиру) було зачитано рішення Александрійського патріархату про визнання автокефалії Православної церкви України. У листі до членів Александрійської патріархії він написав:
|             | Після зрілих роздумів і множинних молитов ... і піклуючись про єдність Православної Церкви, ми прийшли до рішення визнати автокефалію Православної Церкви України і її предстоятеля Блаженнішого Епіфанія, бо прийшов час. |
| — Теодор ІІ | |

Також Головний Секретаріат Патріархату Александрії і всієї Африки поширив офіційне повідомлення, де сповіщається про визнання Патріаршого і Синодального Томоса Вселенського Патріархату Константинополя про автокефалію Церкви України та включення імені Предстоятеля Православної церкви України Блаженнійшого Митрополита Київського і всієї України Епіфанія до Диптиху для поминання.
У той же день заступник голови Відділу зовнішніх церковних зв'язків Московського патріархату протоієрей Микола Балашов заявив, що «поминання імені Александрійського патріарха не зможе тривати при здійсненні патріарших богослужінь у Московському патріархату», а в РПЦвУ назвали рішення Александрійського патріарха «зрадою». 26 грудня 2019 року Священний Синод Московського патріархату підтвердив про неможливість поминання імені патріарха Теодора II в диптихах, а також молитовного та євхаристійного спілкування з ним, але ухвалив зберегти церковне спілкування з архієреями Александрійської православної церкви, крім тих, які підтримали або в майбутньому підтримають Православну церкву України.

## Престол Офікіалої

Хрест Святого Марка. Почесна релігійна медаль Патріархату

Інститут Офікіалої сягає своїм корінням в Ієрархію Візантійської Імперії і в основному церковного світу увійшов приблизно в IX столітті, починаючи з Вселенського патріархату в Константинополі, де посади існували ієрархічно в трьох Пентада. Є церковні центри, як для духовенства, так і для мирян. Однак посади для мирян мають велику значимість і поширення в період Османської імперії, звідки вони поступово поширилися на інші стародавні патріархати Сходу.
Церкви нагороджуються "патріаршою честю" як відплата Александрійському патріархату та всій Африці, тоді як у попередні роки вони були пов'язані з певними посадами в патріаршому суді та адміністративному механізмі Патріархату, який з роками послабився.

## Організація та структура
Наразі Александрійська церква налічує більше 1 млн вірних. Богослужіння відбувається грецькою, арабською і місцевими мовами. Зокрема, в Кенії основна літургійна мова — суахілі. В африканських єпархіях ведуться роботи по перекладу богослужіння і на інші місцеві мови.

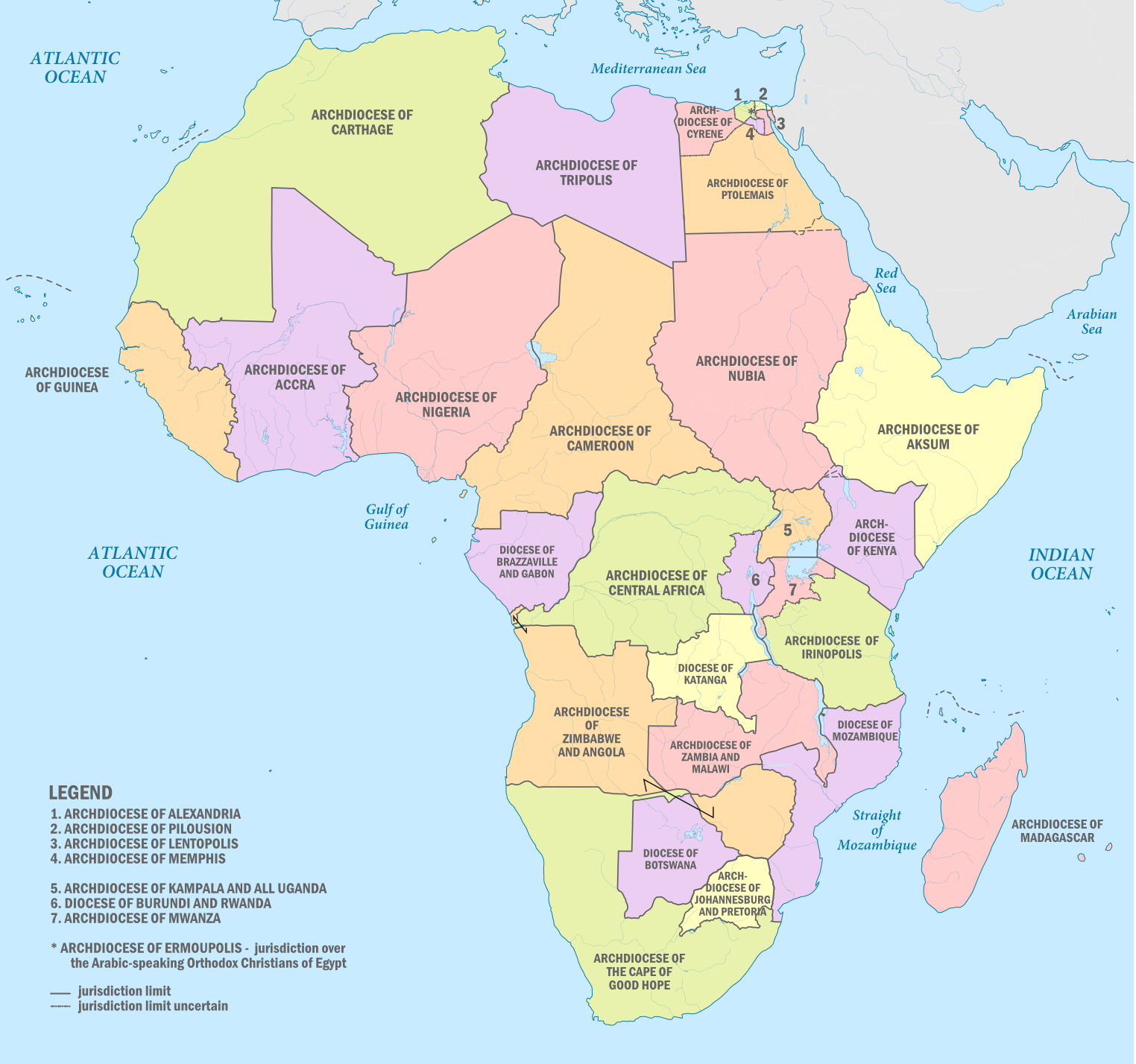
Єпархії та архієпархії Грецької православної церкви Александрії та всієї Африки (на 2018 рік)

Вища влада в Александрійській православної церкви належить Священному Синоду під головуванням Патріарха, до складу якого входять як єпархіальні, так і титулярні митрополити. Священний Синод обирає Предстоятеля Александрійської церкви — Патріарха.
Органами адміністративного управління Патріархату в підпорядкуванні Патріарха та Синоду є синодальні комісії, в тому числі канонічна, юридична, фінансова, ревізійна, по місіонерській діяльності, з міжправославних і міжхристиянських питань, з громадських зв'язків Патріархії, по друку.
Станом на січень 2019 року в складі церкви 28 митрополій і 11 єпархій.
Митрополії:
1. Аккрська (катедра — Аккра)
2. Аксумська (Аддис-Абеба)
3. Антананаріву і Північного Мадагаскару (Антананаріву)
4. Ботсванська (Габороне)
5. Браззавільська і Габонська (Пуент-Нуар)
6. Бурундійська і Руандійська (Бужумбура)
7. Гвінейська (Конакрі)
8. Гермополіська (Танта)
9. Доброї Надії (Кейптаун)
10. Замбійська (Лусака)
11. Зімбабвійська і Ангольська (Хараре)
12. Іоаннопольська і Преторійська (Йоганнесбург)
13. Іринопольська (Дар-ес-Салам)
14. Камерунська (Яунде)
15. Кампальська (Кампала)
16. Кананзька (Кананга)
17. Карфагенська (Туніс)
18. Катанзька (Лубумбаші)
19. Кіншаська (Кіншаса)
20. Леонтопольська (Ісмаїлія)
21. Мванзинська (Мванза)
22. Мемфіська (Каїр)
23. Найробська (Найробі)
24. Нігерійська (Лагос)
25. Нубійська (Хартум)
26. Пілусійська (Порт-Саїд)
27. Птолемаїдська (Ель-Мінья)
28. Триполійська (Триполі)

Єпархії:
1. Аруші і Центральної Танзанії (Аруша)
2. Букобська (Букоба)
3. Гомська (Гома)
4. Гулу і Східної Уганди (Гулу)
5. Ельдоретська (Ельдорет)
6. Кісанганійська (Кісангані)
7. Кісуму і Західної Кенії (Кісуму)
8. Малавійська (Блантайр)
9. Мозамбіцька (Мапуту)
10. Ньєрі і гори Кенія (Ньєрі)
11. Туліари і Південного Мадагаскару (Туліара)

## Видатні постаті
- єпископ Нектарій Егінський